# Польсько-козацько-татарська війна (1666—1671)
Польсько-козацько-кримська війна (1666–1671) – Війна між Річчю Посполитою та васалами Османської імперії: Гетьманщиною (Правобережною Україною на чолі з гетьманом Петром Дорошенком) та Кримським ханством (на чолі з ханами Аділем Ґераєм і Селімом І Ґераєм).
Війна була одним із наслідків московсько-польської війни (1654–1667) та прелюдією до османсько-польської війни (1672–1676).

## Вступ

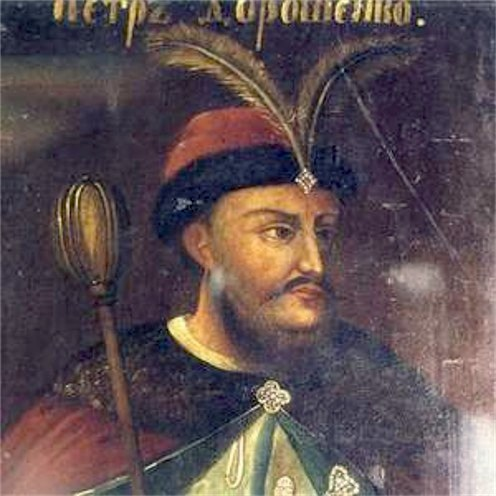
Петро Дорошенко

Після походу короля Яна II Казимира на Лівобережжя в 1663–1664 роках та в результаті громадянської війни, викликаної бажанням впровадити в Речі Посполитій вибори короля vivent rege (за життя монарха) аристократія Кримського ханства вирішує, що нема сенсу зберігати союз з Річчю Посполитою, і починає думати про можливість захоплення України Кримом. Однак хан Мехмед IV Ґерай не хотів порушувати союз з Річчю Посполитою, що на початку 1666 року призвело до заколоту серед кримтатарської знаті, підтриманого зацікавленим в експансії на терени України великим візиром Османської імперії Ахмедом Кепрюлю. В березні 1666 року Мехмед IV був замінений на ханстві Адиль Ґераєм.
Від кінця квітня 1666 року уряди Московської держави й Речі Посполитої вели між собою в селі Андрусові переговори про мир. Гетьманові Петрові Дорошенку стало відомо, що в московського уряду був намір зректися претензій до Правобережної України, щоб цією ціною зміцнити своє панування над Лівобережжям. Дорошенко вирішив ударити на Річ Посполиту, щоб примусити її зректися з свого боку Правобережної України й цим поставити обидві сторони, які пертрактували в Андрусові, перед фактом унезалежнення цієї частини України.

## Воєнні дії 1666—1667 років

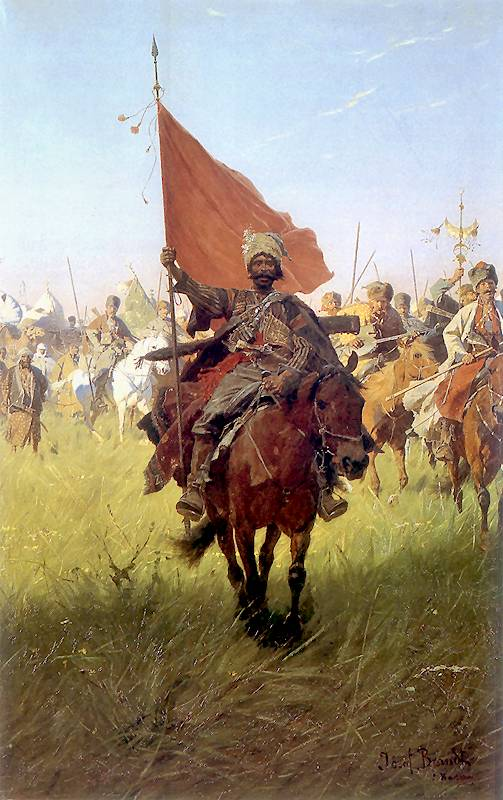
Юзеф Брандт, Повернення переможців.

Наприкінці 1666 року гетьман Правобережної України Петро Дорошенко визнав протекцію Криму. У грудні 1666 року козаки Дорошенка разом з кримцями розбили під Браїловим на Брацлавщині 6-тисячний відділ коронної армії під проводом Себастьяна Маховського. Командир війська Речі Посполитої опинився в кримському полоні. Отже, ще до закінчення польсько-московської війни Україна стала театром нової війни.
У червні 1667 року польний гетьман коронний Ян Собеський попередив населення не тільки Поділля, але й Люблинщини, що їм загрожує небезпека від кримської навали. Як і очікувалося, у вересні 1667 року 16-20-тисячна орда кримців під проводом калга-султана Крим Ґерая, посилена 15 тисячами козаків Дорошенка, вдерлася на Галичину. Собеський зміг зібрати 15 тисяч коронного війська та приватних магнатських підрозділів, щоб захиститися від цієї навали. Крім того, йому допомогли озброєні православні селяни. У битві під Підгайцями козацько-татарське військо зазнало поразки, після 10 днів протистояння була підписана мирна Підгаєцька угода, яка в дійсності виявилася лише перемир'ям.

## Воєнні дії 1671 року
Коли 1670 року гетьман Дорошенко спробував знову звільнити Правобережну Україну від влади Речі Посполитої, варшавський уряд позбавив його булави та поставив козацьким гетьманом Михайла Ханенка. Хан Адиль Ґерай, що став прибічником союзу з Річчю Посполитою, не питаючи дозволу Османської імперії, в травні 1671 року уклав угоду з новим гетьманом, і був негайно скинутий з престолу. Султан Мехмед IV поставив ханом Селіма Ґерая. Селім вступив в союз з Дорошенком, який мріяв з османською допомогою створити єдину і незалежну українську державу. Об'єднавши свої сили з ханом, Дорошенко відновив війну проти Речі Посполитої. У цій ситуації Ян Собеський, маючи тільки 4000 війська, 20 серпня 1671 року знову пішов в похід в Україну. У кінці серпня він розбив козаків та білгородських ногайців під Брацлавом. В кінці жовтня 1671 року Собеський отримав перемогу під Кальником.
Оскільки кримський хан займався в цей час боротьбою з бунтівними черкесами, існувала можливість захоплення всієї Правобережної України, за умови, що на допомогу Собеському прийде король з посполитим рушенням та з литовською армією. Цього не сталося, оскільки 16 жовтня в результаті інтриг особистого ворога Я. Собеського — великого гетьмана литовського Михайла Казимира Паца — литовську армію було розпущено. Король Міхал Корибут, знаючи, що Собеський був прибічником французької партії, не хотів давати йому під команду посполите рушення. У цій ситуації Річ Посполита змарнувала перемоги Собеського над кримцями й П. Дорошенком.
У січні 1672 року до Варшави приїхав османський посол, що привіз султанський указ про проголошення війни проти Речі Посполитої. Османська імперія вирішила напряму взяти під свій контроль Україну, почавши польсько-турецьку війну 1672—1676 років